# نظرية التماثل
تُعنى نظرية في الرياضيات اسمها نظرية التماثل (homology theory) بالدراسة البديهية لفكرة تماثل الدورات (homology of cycles) في الفضاء الطوبولوجي.

## فكرة عامة

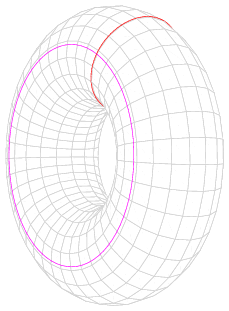
طارة مع مولدات باللون الوردي والأحمر

يمكن أن نعين لأي فضاءٍ طوبولوجي {\displaystyle X} وأي عددٍ طبيعي {\displaystyle k} مجموعةً {\displaystyle H_{k}(X)} تُسمى عناصرها أصناف تماثلية (ذات البعد {\displaystyle k}). توجد طريقة محددة لجمع وطرح الأصناف التماثلية، وهذا يحول المجموعة {\displaystyle H_{k}(X)} إلى زمرة أبيلية, وتُسمى الزمرة التماثلية الرقم {\displaystyle k} لـ{\displaystyle X}، ومن الناحية التجريبية فإن حجم وبنية {\displaystyle H_{k}(X)} تعطي بيانات عن عددالثقوب ذات البعد {\displaystyle k} داخل {\displaystyle X}، على سبيل المثال: إذا كان {\displaystyle X} يساوي العدد ثمانية، فإن لديه ثقبين، وفي هذا الوضع يعتبر أحادي الأبعاد. يمكن التعرف على الزمرة التماثلية المقابلة {\displaystyle H_{1}(X)} عن طريق زمرة {\displaystyle \mathbb {Z} \oplus \mathbb {Z} } من أزواج الأعداد الصحيحة مع نسخة واحدة من {\displaystyle \mathbb {Z} } لكل ثقب. وعلى الرغم من ثبوت أن {\displaystyle X} له ثقبان، إلا أن المثير للدهشة هو صعوبة صياغة ذلك رياضيًا، وهذا هو الغرض الأساسي من النظرية التماثلية.
وهذا مثالٌ أكثر تعقيدًا، إذا كان {\displaystyle Y} هو زجاجة كلاين إذن يمكن التعرف على {\displaystyle H_{1}(Y)} من خلال {\displaystyle \mathbb {Z} \oplus \mathbb {Z} /2\mathbb {Z} }، هذا ليس مجموع نسخ {\displaystyle \mathbb {Z} } فحسب، إنه يعطي بيانات دقيقة أكثر من مجرد عدد الثقوب.
يمكن رسم التعريف الرسمي لـ {\displaystyle H_{1}(X)} كما يلي. عناصر {\displaystyle H_{1}(X)} هي دوراتٌ أحادية البعد، لكن لا تمثل دورتان العنصر نفسه إلا إذا كانتا متماثلتان. المنحنيات المغلقة هي أبسط أنواع الدورات أحادية البعد في {\displaystyle X}، ويمكن أن تتكون من حلقةٍ أو أكثر. إذا أمكن للمنحنى المغلق {\displaystyle C_{0}} أن يتحول شكله داخل {\displaystyle X} تحولاً مستمرًا في شكل منحنى آخر {\displaystyle C_{1}}, إذن {\displaystyle C_{0}} و{\displaystyle C_{1}} متماثلان ولهذا يدلان على العنصر ذاته في {\displaystyle H_{1}(X)}. وهذا يعرض الفكرة الرئيسية، أما التعريف الشامل فهو أكثر تعقيدًا. للمزيد من التفاصيل، اطلع على التماثلية الفردية (singular homology). يوجد أيضًا نوعًا (يُسمى التماثلية البسيطة) يعمل عندما تُعرض {\displaystyle X} كـمُعَقَّد بسيط; وهذا يسهل فهمه لكنه أقل مرونةً من الناحية العملية.
على سبيل المثال، ليكن {\displaystyle T} طارة، كما هو موضح إلى اليمين،
وليكن {\displaystyle C} هو المنحنى الوردي، وليكن {\displaystyle D} المنحنى الأحمر. للأعدداد الصحيحة {\displaystyle n} و{\displaystyle m} يوجد منحنى مغلق يدور عدد {\displaystyle n} مرة حول {\displaystyle C} وبعدها يدور عدد {\displaystyle m} مرة حول {\displaystyle D}، ويرمز إلى هذا {\displaystyle nC+mD}. من الممكن أن نرى أن أي منحنى مغلق داخل {\displaystyle T} متماثلٌ مع {\displaystyle nC+mD} لبعض {\displaystyle n} و{\displaystyle m}, وبالتالي أن {\displaystyle H_{1}(T)} متساوي الشكل مع {\displaystyle \mathbb {Z} \oplus \mathbb {Z} }.